# St. Michael (Rheinzabern)
Die römisch-katholische Pfarrkirche St. Michael in Rheinzabern befindet sich an der örtlichen Hauptstraße im Landkreis Germersheim (Rheinland-Pfalz). Sie ist die Hauptkirche der Rheinzaberner Großpfarrei Mariä Heimsuchung und gehört damit zum Dekanat Germersheim im Bistum Speyer. Die Kirche trägt das Patrozinium des Erzengels Michael und steht unter Denkmalschutz.

## Beschreibung

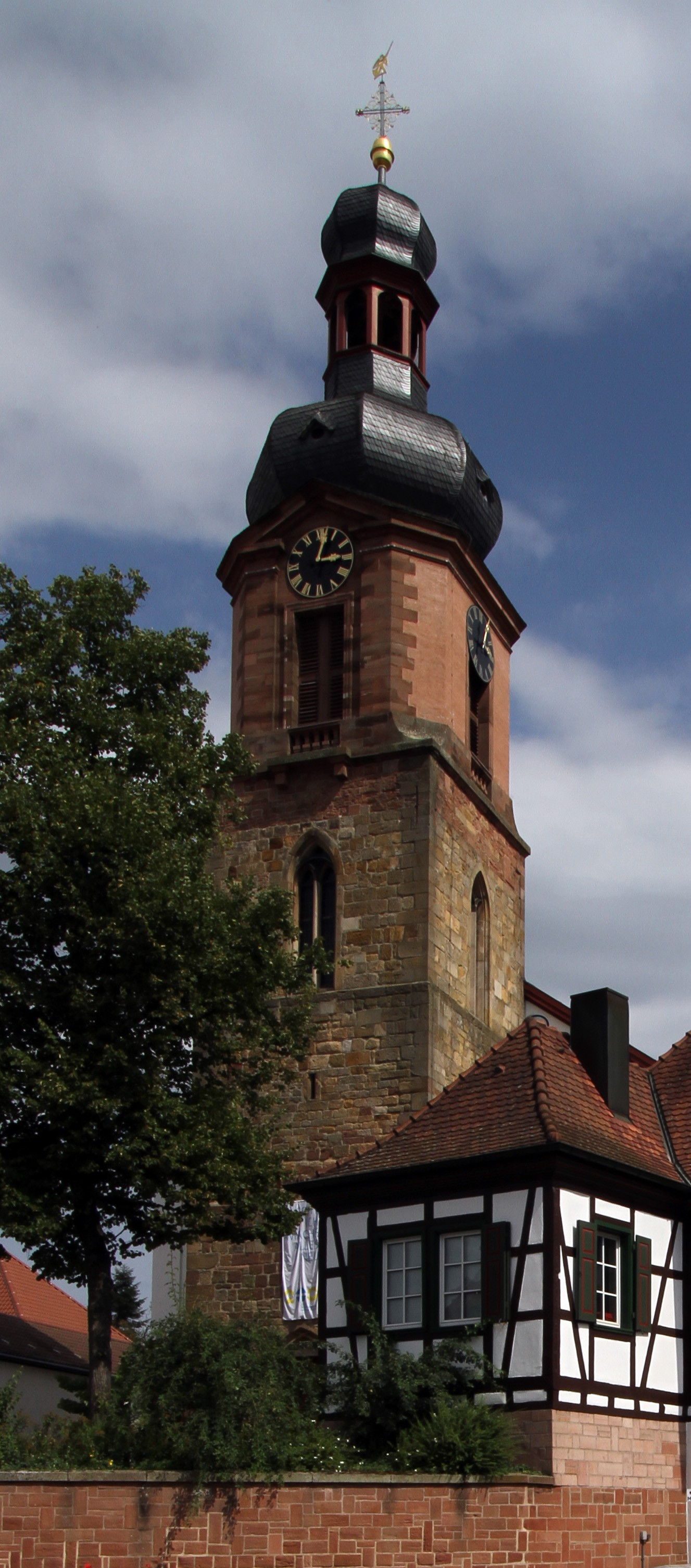
Der barocke Turmaufbau hebt sich visuell deutlich von dem spätgotischen Stumpf ab.

Die barocke Saalkirche mit dreiseitig geschlossenem Chor stammt aus dem Jahr 1777. Das Langhaus misst 28 m Länge, 15,35 m Breite und eine Höhe von 9,4 m. Der Chorraum hat darüber hinaus eine Länge von 11,35 m und eine Breite von 10,6 m; er misst in seiner Höhe 9 m. Der Stumpf des im Westen angebauten Kirchturms ist spätgotisch und stammt von einem Vorgängerbau der heutigen Kirche. Das oberste Geschoss des Turms mit Kuppel und Laterne wurde 1786 im Stil des Barock aufgesetzt.

## Geschichte
Seit dem Jahr 880 ist eine Rheinzaberner Pfarrei belegt. Die heutige Pfarrkirche St. Michael wurde 1777 wohl nach Plänen des bischöflichen Baumeisters Johann Nikolaus Schwartz gebaut, nachdem die Vorgängerkirche im frühen 18. Jahrhundert aufgrund von Kriegseinwirkungen baufällig geworden war. Der Neubau ist ungefähr doppelt so groß wie sein Vorgänger. Die Freitreppe zum Südportal des Kirchgartens wurde 1780 fertiggestellt. Im Jahr 1789 wurde die ehemals pyramidale Turmspitze durch den heutigen barocken Aufbau ersetzt. Während der Koalitionskriege diente die Kirche temporär als Spital. In dieser Zeit wurde ihre Inneneinrichtung vollständig zerstört.
Die Seitenaltäre wurden 1937 eingeweiht, die heutige Kassettendecke wurde 1937 durch einen örtlichen Schreiner eingebaut. Der Taufstein befindet sich seit 1944 in der St.-Michael-Kirche.
In den Jahren 1964–1968 wurde der Innenraum der Kirche nach liturgischen Vorgaben des Zweiten Vatikanischen Konzils umfassend renoviert. In diesem Rahmen wurden der heutige Hauptaltar, der Ambo sowie die Altarinsel für Priester und Ministranten eingebaut.
Eine erneute Innenrenovierung wurde in den Jahren 2005 und 2006 vorgenommen. Hierbei wurde die Kassettendecke in heutiger Form farblich gefasst und der Chorraum umgestaltet.

## Ausstattung

### Innenausstattung
Die Innenausstattung der St.-Michael-Kirche umfasst einen Hochaltar aus Travertin-Mamor, zwei Seitenaltäre (Marien- und Michaelsaltar), eine Kanzel sowie eine Orgel im Stil des Frühklassizismus. Der rechte Seitenaltar beinhaltet das Tabernakel. Darüber hinaus befinden sich im Inneren ein Rokoko-Beichtstuhl und das Gestühl im übereinstimmenden Stil; beide sind mit Schnitzereien verziert.
Das Bild wird im Inneren insbesondere durch die Rückwand des Chors geprägt. Die goldenen Rauten auf blauem Grund sollen den Himmel symbolisieren, während die Anordnung der Rauten Kreuze darstellen soll. Dass der hellere Blauton bis zu den Füßen der Figur des Erzengels Michael reicht, soll den alltäglichen Kampf zwischen Gutem und Bösem symbolisieren. Die drei rotfarbenen Bänder, die sich an der Wand des Chorraums entlang ziehen sollen die Lebenslinien des Menschen darstellen.
Auch verfügt die Kirche über eine Kassettendecke aus Holz. Diese ist mit einem hellen Anstrich versehen, sodass optisch ein fließender Verlauf zwischen Wand- und Deckenfläche entsteht. Die Kassettenfelder sind mit goldenen Kreuzungspunkten und roten, knospenförmigen Ornamenten gestaltet.

### Kirchhof
Eine Kreuzigungsgruppe aus Rotsandstein, die mit dem Jahr 1737 bezeichnet ist, befindet sich im Kirchhof. Ebenfalls befinden sich dort Grabkreuze aus der zweiten Hälfte des 18. Jahrhunderts mit den Wundmalen Christi. Vor dem Kirchgartenportal im Süden liegt eine zweiläufige Rokoko-Treppenanlage aus dem Jahr 1780. Traditionell nutzten Männer den linken und Frauen den rechten Treppenaufgang.

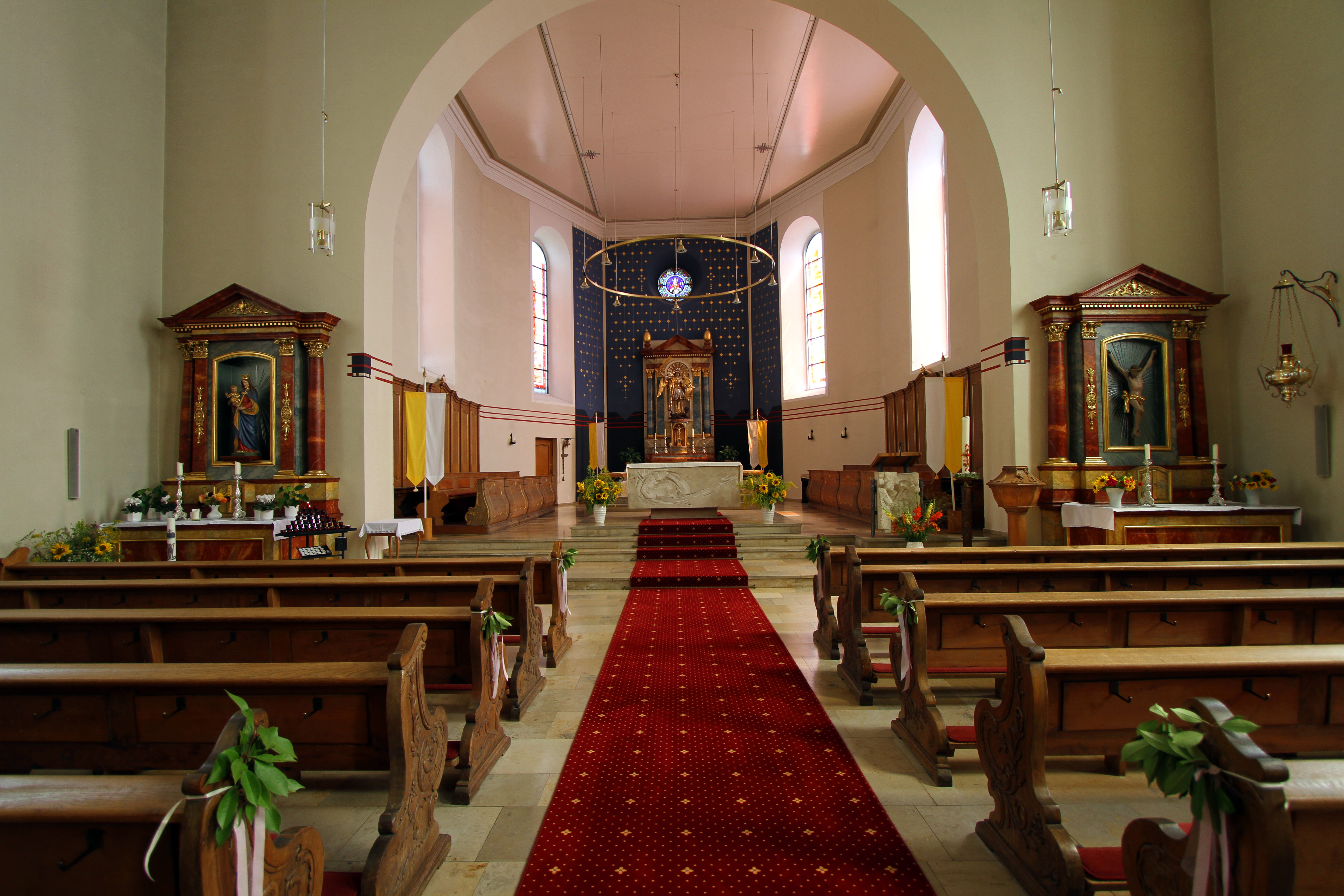
Innenansicht; Blick zum Chor
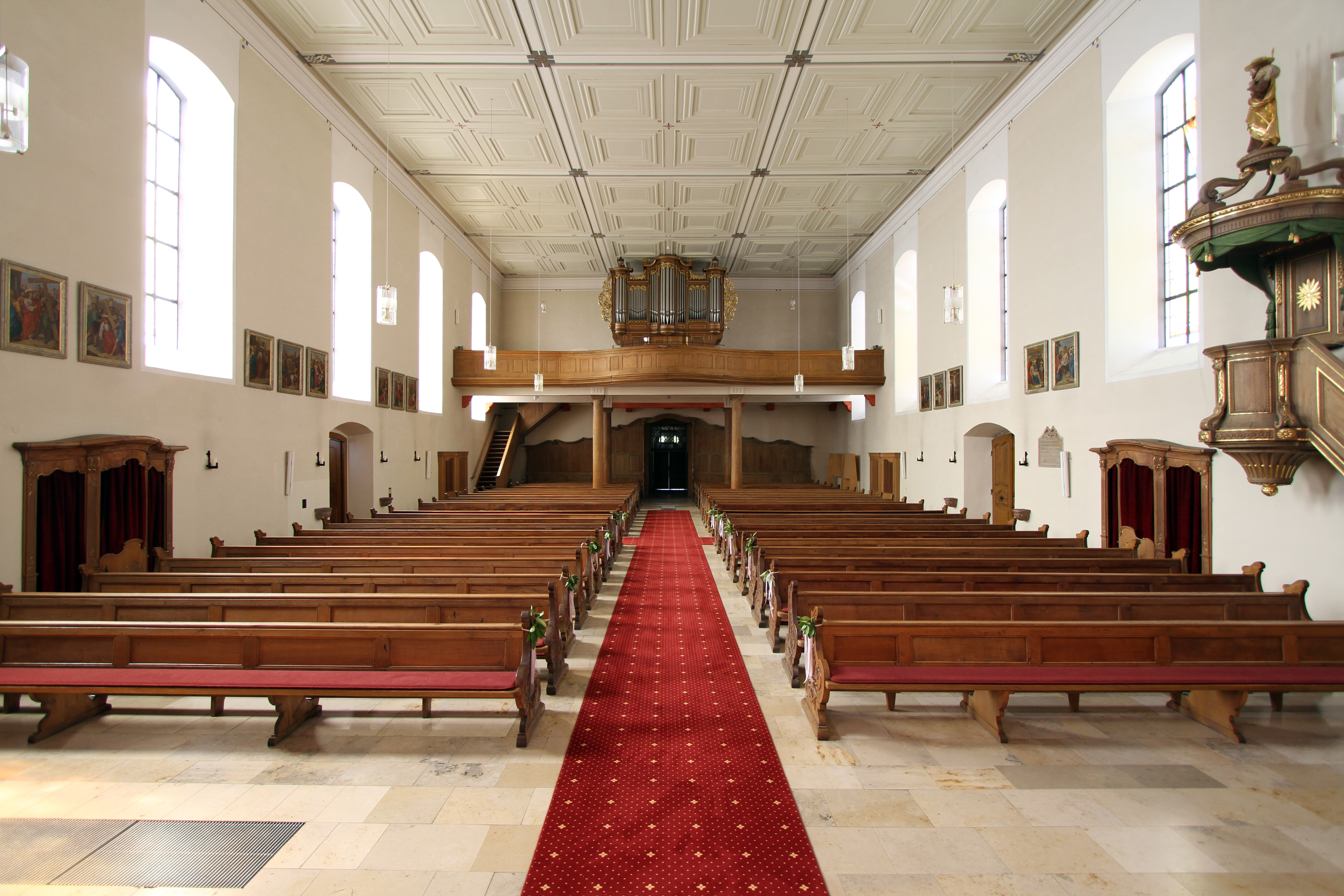
Innenansicht; Blick zur Orgelempore
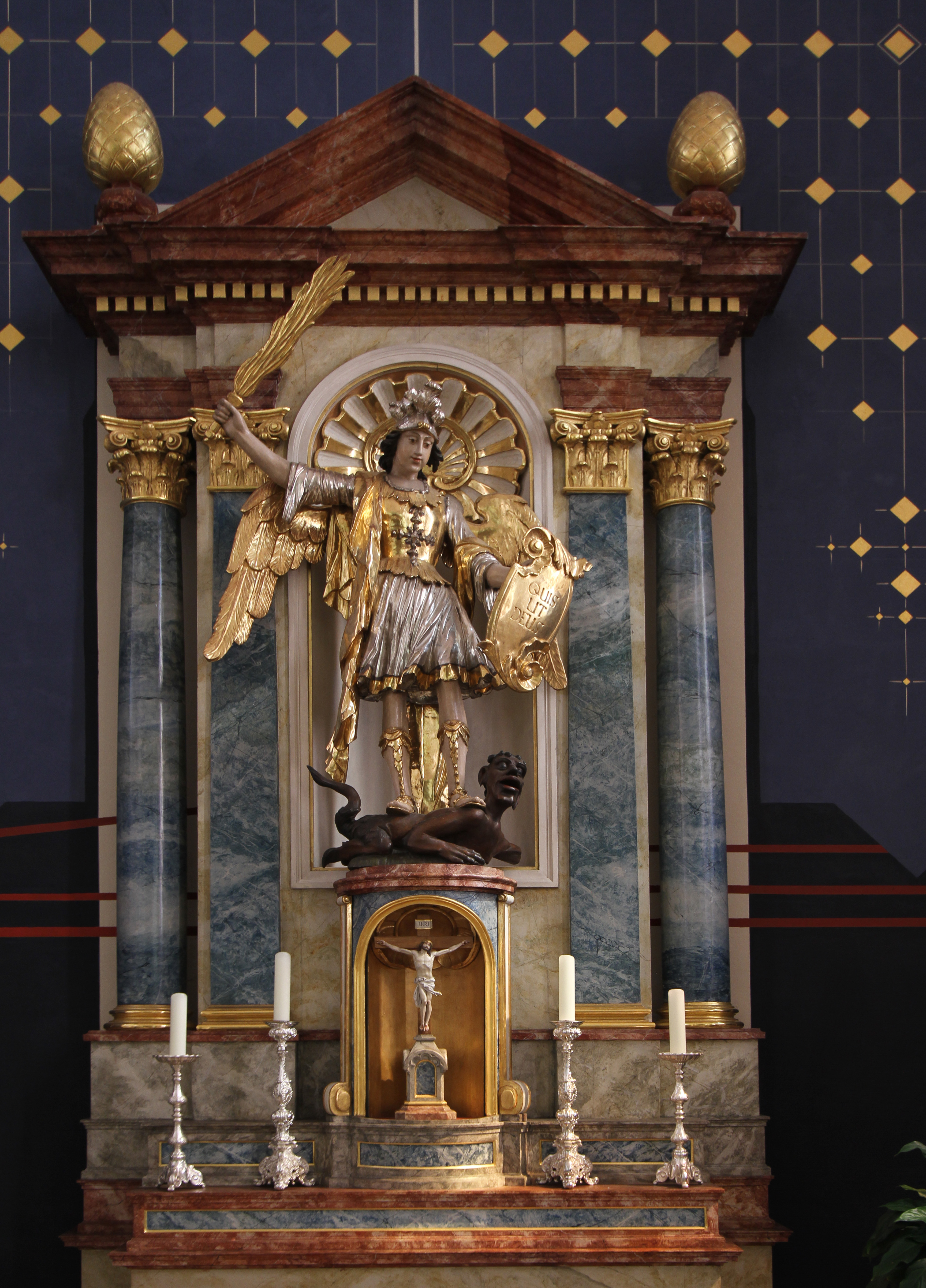
Frühklassizistischer Hochaltar
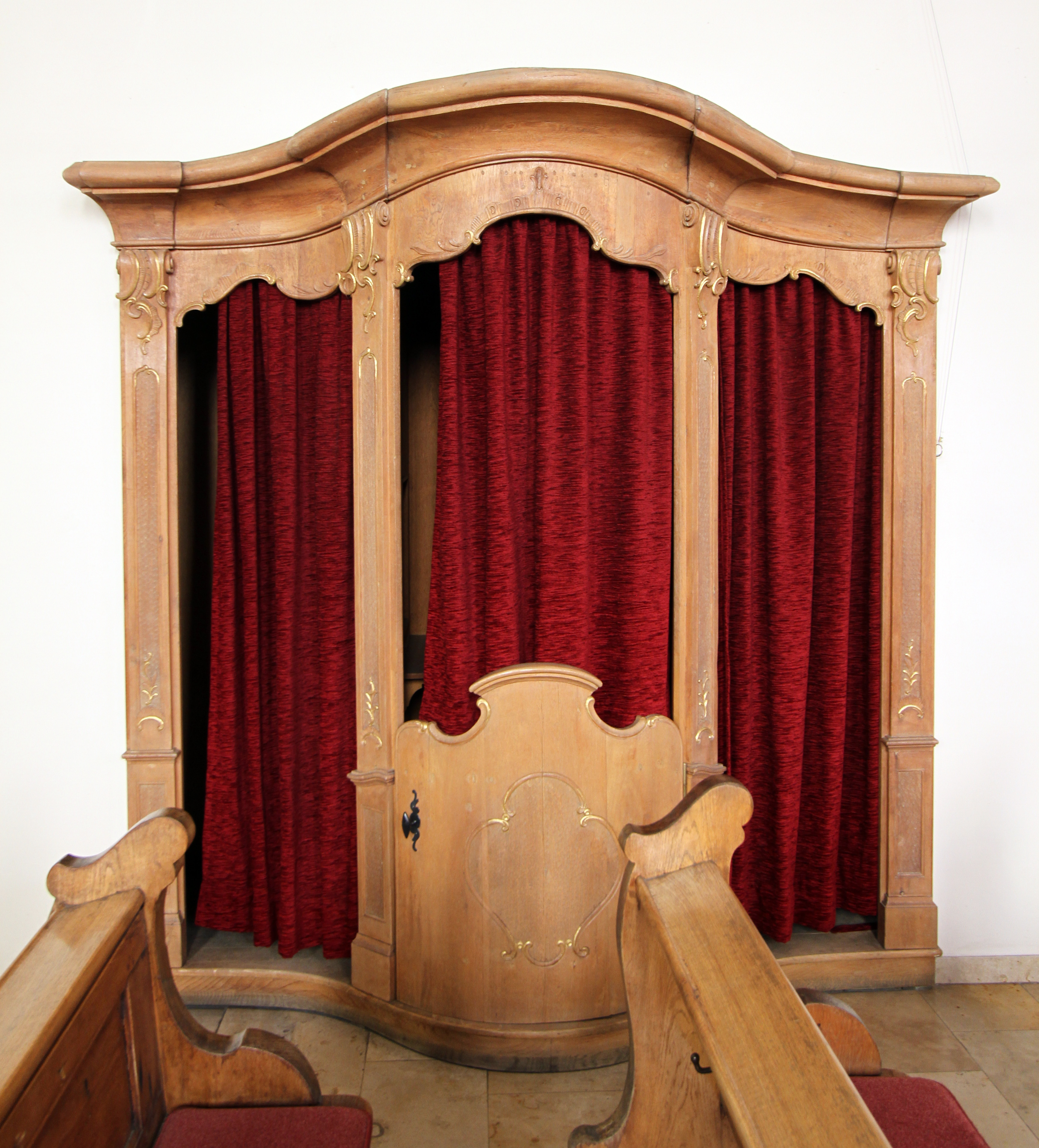
Rokoko-Beichtstuhl
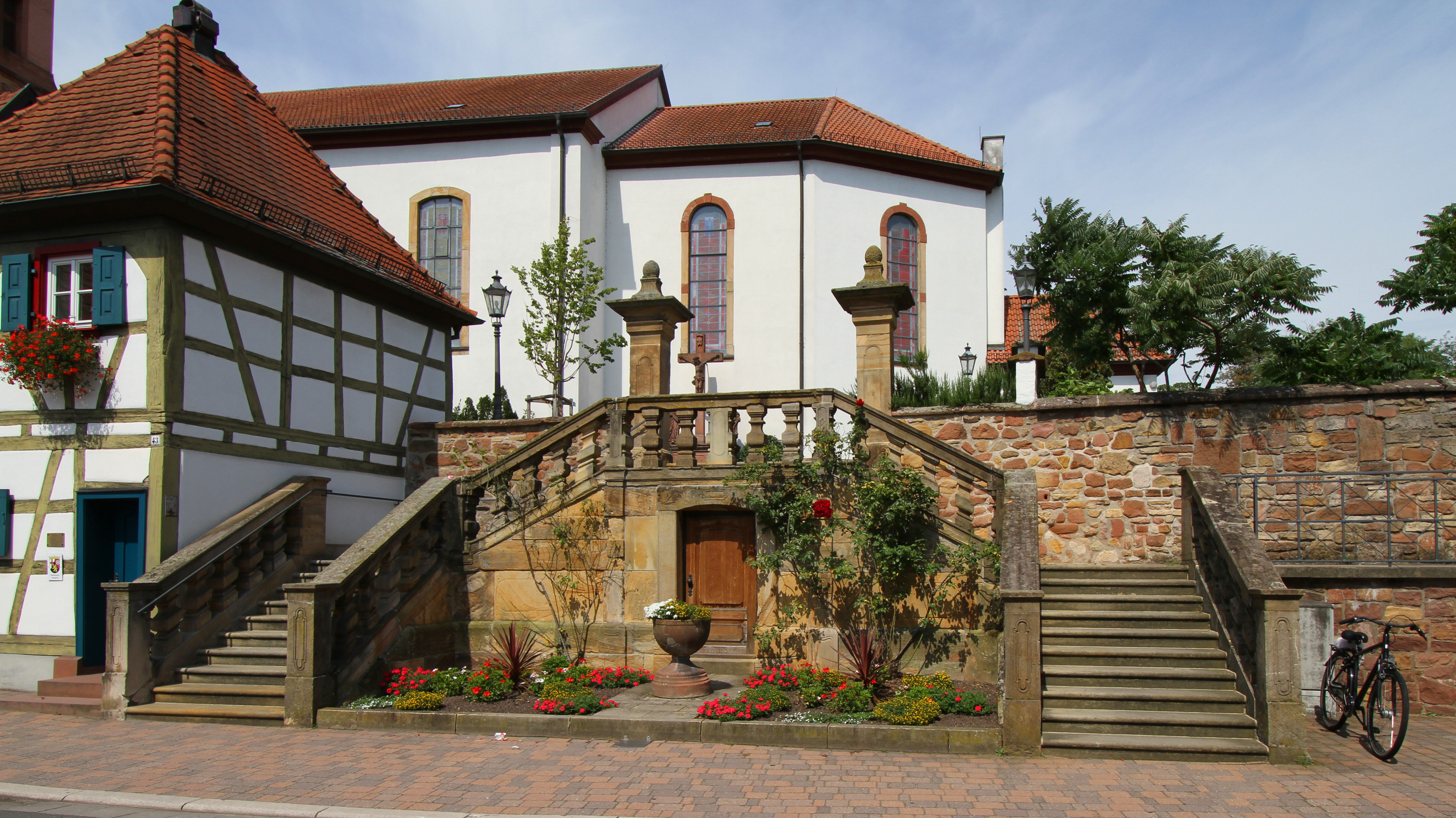
Zweiläufige Freitreppe zum südlichen Kirchgartenportal

## Orgel

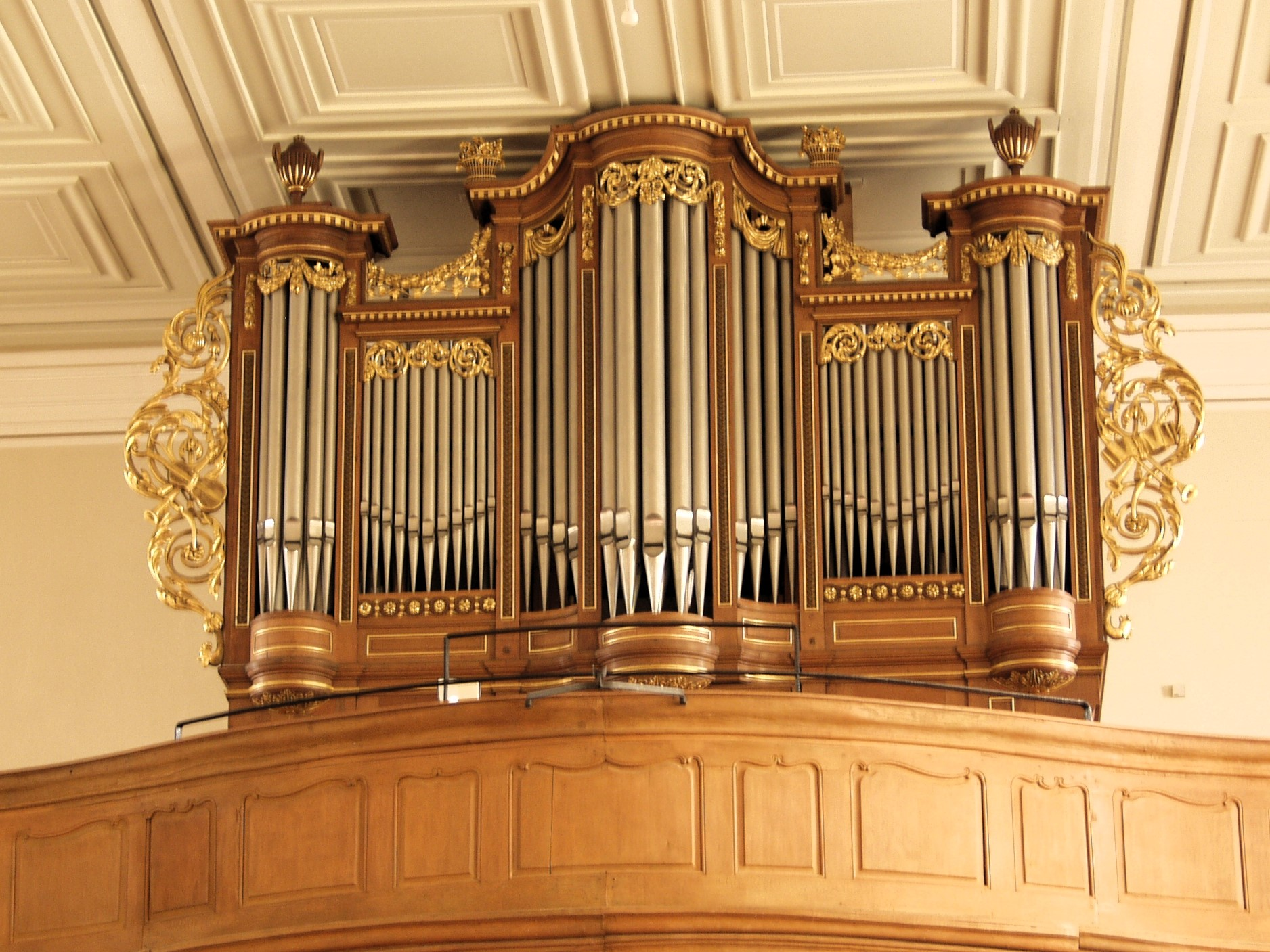
Blick auf die Orgelempore

### Heutige Orgel
Die Orgel auf der Empore wurde 1974 von Wolfgang Scherpf (Speyer) im historischen Stiehr-Gehäuse mit 24 Registern auf zwei Manualen und Pedal gebaut. Das Instrument hat 1.468 Pfeifen. Die Prospektpfeifen stammen vermutlich von der Walcker-Vorgängerorgel. Im Jahr 2007 erfolgte eine Ausreinigung und Renovierung durch Orgelbau Mühleisen (Leonberg). Die Disposition lautet:
| I Hauptwerk C–g3 |        |
| Pommer           | 16′    |
| Prinzipal        | 08′    |
| Weitgedackt      | 08′    |
| Oktave           | 04′    |
| Rohrflöte        | 04′    |
| Oktave           | 02′    |
| Mixtur IV–VI     | 01 ⁄3′ |
| Trompete         | 08′    |

| II Schwellwerk C–g3 |                 |
| Holzgedackt         | 08′             |
| Quintade            | 08′             |
| Prinzipal           | 04′             |
| Schweizerpfeife     | 02′             |
| Sesquialter II      | 02 ⁄3′ + 1 3⁄5′ |
| Scharff IV          |                 |
| Dulcian             | 16′             |
| Französische Oboe   | 08′             |
| Tremulant           |                 |

| Pedal C–f1    |        |
| Subbaß        | 16′    |
| Prinzipalbaß  | 08′    |
| Baßflöte      | 08′    |
| Choralbaß     | 04′    |
| Nachthorn     | 02′    |
| Hintersatz IV | 02 ⁄3′ |
| Posaune       | 16′    |

Die Spieltraktur ist mechanisch, die Registertraktur ist elektrisch. Bei den Windladen handelt es sich um Schleifladen.
- Koppeln: II/I, I/P, II/P

- Spielhilfen: 2 freie Kombinationen

### Vorgängerorgeln
Johann Michael Stiehr (Seltz) baute 1787–1789 eine einmanualige Orgel mit selbstständigem Pedal und 19 Registern für die neue Pfarrkirche und löste damit das 1725 von Johann Michael Kändtel (Bergzabern) für die Vorgängerkirche gebaute Instrument ab. Während der Koalitionskriege wurde diese Orgel schwer beschädigt und konnte 1837 nur teilweise restauriert werden. E.F. Walcker & Cie. (Ludwigsburg) baute 1882 eine neue Orgel im historischen Stiehr-Gehäuse als op. 414 mit 20 Registern auf zwei Manualen und Pedal. Sie wurde 1973 demontiert und im Folgejahr durch die heutige Orgel ersetzt.

## Gemeinden
Zu der Pfarrei Mariä Heimsuchung Rheinzabern gehören, neben dieser Hauptkirche, noch folgende drei Teilgemeinden:
- Hatzenbühl (St. Wendelin)
- Jockgrim (St. Georg, St. Dionysius, Schweinheimer Kirchel)
- Neupotz (St. Bartholomäus)